# L’Ham de Foc
L’Ham de Foc war eine spanische Band, die 1998 von Efrén López und Mara Aranda gegründet wurde und bis 2008 bestand. Ihr Stil war eine Mischung aus verschiedenen musikalischen Traditionen, wie etwa iberischer, griechischer und orientalischer Musik. Die Gruppe hatte es sich zum Ziel gesetzt, aus dem gesamten Mittelmeerraum Einflüsse aufzunehmen und diese in eigenen Kompositionen zu neuem Leben zu verhelfen.

## Geschichte
Nach drei Alben entstanden noch zwei weitere Produktionen unter maßgeblichen Anteil der L’Ham-de-Foc-Musiker: unter dem Namen Aman Aman mit Musik aus der Tradition der sephardischen Juden sowie das Al Andaluz Project in Zusammenarbeit mit der deutschen Band Estampie und arabischen Musikern.
Mara und Efrén haben die Gruppe 2008 aufgelöst und veröffentlichten bereits im Jahre 2009 Alben ihrer neuen musikalischen Projekte Mara Aranda & "Solatge" sowie "La Banda del Pepo", letzteres von Efrén López produziert.
Im Jahr 2013 wurde das Album "Cançó de dona i home" wiederveröffentlicht.

## Diskografie
- 1999: U
- 2002: Cançó de dona i home
- 2005: Cor de porc

### Nebenprojekte und Folgeveröffentlichungen
- 2006: Aman Aman - Musica i Cants Sefardis D´Orient i Occident
- 2007: Al Andaluz Project - Deus et Diabolus
- 2009: Mara Aranda & Solatge - Deria
- 2009: La Banda del Pepo - Tanto Por Hacer (produziert von Efrén López)
- 2010: Al Andaluz Project – Al-Maraya